# NGC 5006
NGC 5006 é uma galáxia lenticular (SB0) localizada na direcção da constelação de Virgo. Possui uma declinação de -19° 15' 41" e uma ascensão recta de 13 horas, 11 minutos e 45,7 segundos.
A galáxia NGC 5006 foi descoberta em 1882 por Ernst Wilhelm Leberecht Tempel.